# بينزا (سيينا)
بينزا، (بالإنجليزية: Pienza)‏، هي بلدية في مقاطعة سيينا، في فال دورشيا، في توسكانا (وسط إيطاليا)، بين بلدات مونتيبولسيانو ومونتالسينو، هي «حجر الأساس لتحضر عصر النهضة».

## السكان
في سنة 1861 بلغ عدد السكان 3٬163 نسمة، وتطور العدد ليصل في سنة 2011 لـ 2٬141 نسمة.
يظهر هذا المخطط البياني تطور النمو السكاني لـ بينزا (سيينا)

## أعلام
- بيوس الثاني